# Nut (egipatska mitologija)
| W24 · t · N1 |

Nut ili Nuit je boginja neba, Gebova žena i Šuova ćerka. Ona je majka bogova i zvezda - Ozirisa, Izide, Seta i Neftis. Njen otac stoji na Gebu i pridržava je. Egipćani su verovali da Nut guta sunce pa ga ponovo rađa.

## Nut u mitologiji
U jednom egipatskom mitu Egipćani su pripovedali o tome kako su ljudi govorili da je Ra prestar za kralja. On je, za vreme svog vladanja, bio na Zemlji. Stoga je Ra poslao Hathor, boginju lepote, svoje oko, da se pretvori u ratobornu lavicu Sekhmet i istera ljude iz pustinje, Ra je, ipak, spasio ljude. Preseljenje Ra u nebo omogućila je božica Nut, kad se pretvorila u govedo čim je Ra zamolio i tako je odvela Ra u nebo da iz njega može posmatrati ljude i tu vladati. Otada se Sunce nalazi na nebu. Pre postanka sadašnjeg sveta, Geb i Nut su bili zaljubljeni. Kad su rođeni, počinili su incest, a Šu i Ra su taj čin smatrali rodoskrvnućem. Ra se to uopšte nije svidelo, pa je naložio Šu da odvaja Nut od njenog muža. Šu ga je poslušao, ali nije mogao držati nebo zauvek. Pomagao mu je bog večnosti Huh (u ovom se primeru prepliću mit iz Heliopolisa i mit iz Hermopolisa). Postavio ju je navrh svemira u obliku luka, a Geb je bio ispod nje. Od tada je Nut odvojena od svog muža, ali mu je ipak uspela roditi zvezde, koje su ju potpuno prekrile, i četvoro dece - lepog i pravednog Ozirisa, mudru čarobnicu Izidu, prelepu Neftis i zlog Seta. Takođe, Nutino dete je i Ra, iako joj je zapravo pradeda. Naime, svake noći Nut guta Ra koji putuje kroz njenu utrobu, pa ga ujutro opet iznova rađa. Crvene boje zore tumače se na dva načina - kao borba Ra i zmije Apopa, ili kao trag Nutine porođajne krvi. Nut je slavljena na mnogim festivalima i prikazivana na grobnicama i hramovima, ali nije imala svoj hram za štovanje, kao ni Geb. Na Tekstovima piramida nalaze se čarolije koje govore kako je Nut majka i stanište "Neuništivih zvijezda", a molitva upućena Nut glasi: "O, majko Nut, prenesi me među Neuništive zvezde da nikada ne umrem." Egipćani su naime verovali da su zvezde neuništive te da čovek može izabrati nekoliko sudbina po želji. Jedna od njih bila je da čekaju Ra u podzemlju, a kad bi ušli u Raovu barku, on bi ih odveo na nebo gde bi se pretvorili u zvezde i zauvek sjali. Zato je bilo neophodnono umilostiviti Nut.